# Jeff Erius
Jeff Erius, né le 8 mars 2004 à Strasbourg, est un athlète français spécialiste des épreuves de sprint.

## Biographie
Il participe en 2021 à l'âge de 17 ans aux championnats de France élite à Angers, se classant troisième de l'épreuve du 200 mètres. Lors des championnats d'Europe juniors 2021 à Tallinn en Estonie, face à des adversaires ayant un an ou deux de plus que lui, il remporte la médaille d'argent du 100 mètres en 10 s 27, réalisant la meilleure performance européenne cadet de tous les temps.
Le 18 février 2023, à Aubière au cours des championnats de France en salle, il remporte son premier titre national senior en s'imposant sur 60 mètres en 6 s 62, établissant un nouveau record de France junior. 
Le 17 février 2024 en salle à Miramas, Jeff Erius double la mise avec un second titre de champion de France sur 60 mètres en 6 s 58, se qualifiant par la même pour les Mondiaux de Glasgow où il s'incline en demi-finale. En mai 2024, il fait partie du relais 4 × 100 m français qui obtient sa qualification pour les Jeux olympiques lors des relais mondiaux à Nassau. Lors des championnats de France élite 2024 à Albi, il termine deuxième du 100 m, derrière Pablo Matéo, en établissant un nouveau record personnel en 10 s 11. Le 19 juillet 2024, au cours des championnats de France espoirs, Erius s'impose en 9 s 98 et devient le cinquième athlète français à descendre sous les 10 secondes sur 100 m, le troisième meilleur performeur national de tous les temps derrière Christophe Lemaitre et Jimmy Vicaut.

## Palmarès

### International
| Date | Compétition                       | Lieu    | Résultat | Épreuve   | Temps   |
| ---- | --------------------------------- | ------- | -------- | --------- | ------- |
| 2021 | Championnats d'Europe juniors     | Tallinn | 2e       | 100 m     | 10 s 27 |
| 2023 | Championnats d'Europe par équipes | Chorzów | 3e       | 4 × 100 m | 38 s 51 |
| 2024 | Relais mondiaux 2024              | Nassau  | 3e       | 4 × 100 m | 38 s 44 |
| 2024 | Jeux olympiques                   | Paris   | 6e       | 4 × 100 m | 37 s 81 |
| 2025 | Championnats d'Europe espoirs     | Bergen  | 1er      | 100 m     | 10 s 28 |
| 2025 | Championnats d'Europe espoirs     | Bergen  | 1er      | 4 × 100 m | 38 s 43 |

### National
| Date | Compétition                     | Lieu    | Résultat | Épreuve | Temps   |
| ---- | ------------------------------- | ------- | -------- | ------- | ------- |
| 2021 | Championnats de France          | Angers  | 3e       | 200 m   | 21 s 22 |
| 2022 | Championnats de France en salle | Miramas | 2e       | 60 m    | 6 s 70  |
| 2023 | Championnats de France en salle | Aubière | 1er      | 60 m    | 6 s 62  |
| 2024 | Championnats de France en salle | Miramas | 1er      | 60 m    | 6 s 58  |
| 2024 | Championnats de France          | Angers  | 2e       | 100 m   | 10 s 11 |
| 2025 | Championnats de France en salle | Miramas | 3e       | 60 m    | 6 s 64  |
| 2025 | Championnats de France          | Talence | 2e       | 100 m   | 10 s 27 |

## Records
| Épreuve      | Temps        | Vent         | Lieu         | Date            |
| En plein air | En plein air | En plein air | En plein air | En plein air    |
| ------------ | ------------ | ------------ | ------------ | --------------- |
| 100 m        | 9 s 98       | +1,8         | Albi         | 19 juillet 2024 |
| 200 m        | 21 s 12      | +1,0         | Angers       | 27 juin 2021    |
| En salle     |              |              |              |                 |
| 60 m         | 6 s 58       | -            | Miramas      | 17 février 2024 |
| 200 m        | 21 s 60      | -            | Miramas      | 23 février 2020 |